# Dialetti salentini
I dialetti salentini (Salentinu) costituiscono un insieme omogeneo di idiomi romanzi appartenenti al gruppo meridionale estremo e suddivisi in tre principali varianti: settentrionale, centrale e meridionale. Le tre varianti, pur presentando delle fisiologiche peculiarità che le distinguono tra loro, non differiscono abbastanza da compromettere la mutua comprensibilità; essi però si discostano piuttosto nettamente dai dialetti pugliesi propriamente detti, parlati nella Puglia centro-settentrionale e facenti parte del gruppo meridionale intermedio.
L'area dei dialetti salentini comprende l'intera provincia di Lecce, gran parte del territorio della provincia di Brindisi e la porzione sud-orientale della provincia di Taranto.

## Storia
La storia dei dialetti salentini, di sostrato greco, è molto complessa ed articolata, presentando, come qualsiasi altra varietà linguistica, influenze di adstrato derivanti, oltre che dal resto della continuità italo-romanza, anche da altre continuità linguistiche neolatine più distanti (come quelle gallo-romanze ed ibero-romanze) e da continuità non romanze (principalmente ellenofone);  di tali influenze di adstrato abbiamo testimonianze soprattutto a livello lessicale e nell'onomastica (specialmente derivanti dal greco antico e dal greco bizantino).
Varie sono le teorie sostenute circa lo sviluppo di tale lingua, ma tanti sono anche i disaccordi tra gli studiosi, che spesso non hanno un quadro ben definito della situazione. Di una cosa, però, si è certi: si tratta di un dialetto derivante da un bilinguismo ben radicato tra lingua romanza (latina) e greca bizantina, di cui abbiamo ancora testimonianza nell’area della Grecìa salentina, l’attuale colonia di ellenofoni intorno a Calimera e Zollino.
Già nel periodo della Magna Grecia, con l'importanza sempre maggiore dell'agricoltura rispetto all'industria, le zone fino ad allora rurali acquisiscono importanza urbana; di conseguenza, si assiste ad una ristrutturazione dei ceti sociali che comporta un riassetto anche a livello linguistico: il greco antico, lingua volgare parlata solo nelle zone rustiche, entra a far parte della vita urbana, affiancando così il latino (lingua ufficiale) e influenzandolo a livello fonetico, lessicale e morfosintattico. Tale processo di radicamento linguistico prosegue con l'avvento dell'Impero bizantino, a partire dal sec. VI. Nascono così il salentino romanzo e il salentino greco-bizantino, frutto di prestiti reciproci delle antecedenti parlate della zona (latine e greche) e dirette ascendenti degli attuali dialetti salentini.
Persistono i prestiti e le influenze reciproche tra una lingua romanza e lingua bizantina durante buona parte dell'Alto Medioevo e, secondo quanto afferma il Fanciullo (1996), e possibile notare, in determinati periodi, una maggiore influenza del greco sul latino, come ci viene dimostrato con l'esempio del vocalismo tonico siciliano, molto caro allo studioso, il quale, rispetto al vocalismo tonico romanzo, costituito da 7 vocali e 4 gradi (alto, medio-alto, medio-basso, basso: /i/, /u/, /e/, /o/, /ɛ/, /ɔ/, /a/), confonde le vocali medie ed è quindi caratterizzato da 5 vocali e 3 gradi, avendo così la chiusura di tutte le /e/ in /i/ e le /o/ in /u/, tipica della parlata salentina. Il vocalismo tonico siciliano è prova chiara e diretta dell'influenza bizantina sul romanzo, in quanto era proprio il bizantino ad avere tali caratteristiche.
In un articolo scritto da R. Coluccia: “Migliorini e la storia linguistica del Mezzogiorno”, inoltre, si afferma che in molti testi salentini del Quattrocento sono presenti tratti grafici propri di altre regioni del Sud estremo; ancora, testi romanzi venivano scritti utilizzando l'alfabeto greco. Questa è un'ulteriore testimonianza della compresenza di diverse tradizioni linguistiche e non romanze all'interno della regione, il che comporta anche un processo di affermazione della grafia italiana più lento e difficile rispetto ad altre regioni.
Le prime tracce scritte della lingua salentina, a noi pervenute, risalgono all'XI secolo: si tratta di 154 glosse, scritte con caratteri ebraici, contenute in un manoscritto conservato a Parma, la cui datazione si fa risalire intorno al 1072, proveniente da una accademia talmudica di Otranto. Il salentino usato nelle glosse è ancora in bilico fra latino e volgare, con parecchi grecismi. Alcune di esse specificano nomi di piante, talora chiaramente identificabili (lenticla nigra, cucuzza longa, cucuzza rutunda, ecc.), talora no (tricurgu, scirococcu, ecc.). Altre glosse specificano le diverse operazioni che si possono fare nella coltivazione (pulìgane: "tagliano le sporgenze dell'albero"; sepàrane: "staccano le foglie secche"; assuptìgliane: "coprono di terra fine le radici che si sono scoperte").
Una delle fonti letterarie più importanti ed utili allo studio del dialetto salentino è il Libro di Sidrac otrantino, ossia il volgarizzamento salentino del Libro di Sidrac. È uno dei testi presenti nel volumetto “Testi non toscani del Quattrocento”, raccolta di brani provenienti dalle varie regioni d'Italia, e presenta caratteristiche proprie del Salento centromeridionale, oltre ad alcuni tratti settentrionali.

## Caratteristiche generali

### Fonetica
Per quanto riguarda il vocalismo, si evidenziano alcuni aspetti particolari: la vocale A tonica, in ogni posizione, dà sempre a (ala per “ala”; mare per “mare”;  ecc.), come quella atona finale. Per il suffisso latino -ARIU si ha, normalmente, -aru; ad esempio, ci viene citato da G.B. Mancarella (1974) il vocabolo salentino Scenaru per il latino JANUARIU, o ancora, cranaru per GRANARIU.
Un'altra particolarità fonetica è data dalle vocali O e U pretoniche che normalmente danno sempre u (puddicaru per POLLICARIU oppure puddara per PULLARIA), tranne per alcune eccezioni, in cui possono trasformarsi in a (brindisino canoscu per COGNOSCO o otrantino caniatu per COGNATU) o in i dovuto a dissimilazione (brindisino diluri per DOLORES). Le stesse vocali O e U atone finali, invece, danno sempre un solo esito e si fondono in u: così, abbiamo manu per “mano” o liettu per “letto”.
Rispetto al consonantismo, il salentino è caratterizzato dalla presenza di alcuni suoni dovuti a particolari gruppi consonantici e che non esistono nella lingua italiana. Primo fra tutti, è l'esito cacuminale o retroflesso del gruppo -LL-, che dà il suono ḍḍ ([ɖ] in IPA) in tutto il Salento centro-meridionale (mentre nelle regioni più settentrionali e in parte in quelle meridionali si ha solo un esito dentale, ma non retroflesso: dd). In questo modo, “cavallo” diventa cavaḍḍru  nel leccese, otrantino, gallipolino, ecc. (cavaddu nel brindisino). Lo stesso esito è dato dal gruppo -TR-, che diventa ṭṛ in tutto il Salento centro-meridionale (mentre rimane dentale nel Nord del Salento): “pietra” diventa così peṭṛa (petra in brindisino).
Un'altra caratteristica importante è la palatalizzazione intensa del gruppo -STR- intervocalico, per cui si ha il suono šš ([ʃ:] in IPA): noššu (“nostro”), finešša (“finestra”), ecc.
L'assimilazione di -ND- e -MB- analizzata dal D'Elia (1957) è un dato altresì peculiare della lingua salentina e non è resa uniformemente in tutto il Salento: in alcune località, infatti, tale assimilazione non compare assolutamente, sicché i due gruppi consonantici si mantengono (kuandu “quando”, kiumbu “piombo”).  È questo il caso di Gallipoli, Alezio, Tuglie, Sannicola, Aradeo, Seclì, Galatone, Cutrofiano, Soleto, Galatina, Noha, Sternatia, Zollino, Martano, Martignano, Calimera. Diversamente, in località come Lecce, Squinzano, Carmiano, Surbo, Collepasso, Parabita, Galugnano, Strudà, Lizzanello, Cavallino, S. Pietro Vernotico, Torchiarolo l'assimilazione avviene solo con -MB- che diventa -mm- (kiummu). Infine, a Castrignano del Capo, Alliste, Racale, Taviano, Ugento, Ruffano, Francavilla Fontana, Melendugno, Trepuzzi, Casarano, Muro, S. Vito dei Normanni, Lizzano, Manduria, Presicce, Acquarica del Capo, Gagliano, Galugnano, Melissano, Palmariggi, Vernole, S. Cesario, Surano, Nociglia l'assimilazione si ha con entrambi i gruppi -ND- e -MB- (kuannu, kiommu).
Un ultimo caso su cui soffermarsi è quello di alcune occlusive: in particolare, la dentale sonora -D- in posizione intervocalica diventa sorda (pete < PEDE, nutu < NUDU). La bilabiale sonora -B-, invece, passa a una fricativa sonora -v- (vašu < BASSU, freve < FEBRE) oppure cade (ucca < BUCCA, tàula < TABULA).
Suoni non presenti in italiano:
| Grafema | IPA | Descrizione |
| ------- | --- | --- |
| š       | /ʃ/ | Fricativa postalveolare sorda di grado semplice (esempio: oše /ɔʃɛ/, oggi). La fricativa postalveolare sorda di grado doppia, ossia il suono sci / sce italiano, si scrive šš (esempio: ošše /ɔʃʃɛ/, vostre)                                                          |
| ḍ       | /ɖ/ | Occlusiva retroflessa sonora: suono postalveolare che presenta una retroflessione della lingua. Nel salentino, solitamente si presenta geminata (esempio: beḍḍa /bɛɖɖa/, bella) o di grado medio, ma associata a fenomeni di affricazione (es: ḍṛoca /ɖɽoka/, droga). |
| ṭ       | /ʈ/ | Occlusiva retroflessa sorda: suono postalveolare che presenta una retroflessione della lingua associata a fenomeni di affricazione (es: ṭṛenu /ʈɽɛnu/, treno). |
| ṛ       | /ɽ/ | Vibrante retroflessa. |

### Sintassi
A livello sintattico, il salentino è caratterizzato da alcuni esiti in cui il Rohlfs (1969) individua un'influenza greca. Fra questi, l'infinito dipendente solo dal verbo “potere” (pozzu šire “posso andare”), ma sostituito negli altri casi da altri costrutti (m'ha dittu ku bbau “mi ha detto di andare”, senza ku mminti “senza mettere”). Inoltre, importante è anche la distinzione di due congiunzioni che introducono una subordinata: si utilizza ku se si tratta del verbo “volere” (oju ku bbau “voglio andare”) o se introduce una preposizione volitiva (pensa ku bbai “vedi di andare)”; altrimenti, si utilizza ka (pensu ka egnu “penso che verrò”).
Sempre di influenza greca è il periodo ipotetico costruito con l'indicativo imperfetto. Un esempio può essere dato dalla frase “se avessi fame, mangerei”, che viene resa con ĉi tinìa fame, manĝava.
Altra caratteristica di provenienza greca è la tendenza a inserire il verbo in posizione finale di frase: “ecco, è il dottore!” in salentino diventa na', lu tuttore ete!. I tempi progressivi vengono poi costruiti utilizzando l'indicativo al posto del gerundio (sta bbae “sta andando”, sta ššìa “stava andando”) oppure nella zona di Surano, Nociglia, Spongano, San Cassiano e Botrugno, si usa (sta vaje).
Nella lingua salentina, infine, non esiste il tempo futuro. Per indicare un'azione futura, vengono utilizzati due costrutti in particolare: la preposizione "sta" o "aci" + indicativo, come nel caso dei tempi progressivi (kagnàtuta sta bbene krai/"kagnavata aĉi vene krai"
```
“tuo cognato verrà domani”); oppure il verbo “avere” + infinito (
kagnàtuta ha bbinire krai
).
```

### Morfologia
Morfologicamente parlando, il salentino presenta una vastissima gamma di particolarità. Qui cercheremo di analizzare gli aspetti più diffusi e condivisi nell'intera area del Salento.
Per cominciare, in italiano esistono alcuni nomi che terminano in -e e il cui genere, quindi, non è immediatamente riconoscibile (il fiore, la fronte). Al riguardo, il salentino tende a sostituire tale desinenza ‘ambigua’ con un'altra al fine di non creare confusione. Questo succede solo con i sostantivi e gli aggettivi maschili (lu fiuru “, oppure u fiuru ad indicare il fiore”; moḍḍu “molle”, ma non sempre in alcune zone del contato di Castro si usa dire moddhre). Sempre a proposito dell'ambiguità di genere che comporta la desinenza -e, esistono in dialetto alcuni nomi che hanno genere differente rispetto all'italiano (“il ventre” > la venṭṛe o a ventre; “il capo”  > la capu o a capu; “la parete” > lu parite o u parite).
Un'altra peculiarità è data dall'uso di meju/pešu (meglio/peggio) al posto di “migliore/peggiore”. Da ciò si deduce che tali termini dialettali derivino piuttosto dai neutri latini MELIUS/PEIUS e non da MELIOREM, PEI(I)OREM. Per cui, in dialetto si ha li meju fiuri per “i fiori migliori”.
Nella lingua salentina non esiste l'uso del pronome partitivo per esprimere una quantità indeterminata; al suo posto, solitamente si usa doi: aggiu cattatu doi mile “ho comprato delle mele”. Bisogna poi far notare che, mentre in italiano il pronome possessivo solitamente precede il sostantivo a cui fa riferimento, in salentino lo segue; in questo modo, l'italiano “il mio cane” corrisponde al salentino lu cane meu. Inoltre, è molto diffuso l'uso del pronome in posizione enclitica. Alcuni esempi dal Rohlfs (1967): sòruta, fràtuta, sirata, cagnàtuta, ecc.
Per quanto riguarda i pronomi personali, conviene schematizzare la situazione:
|           | Pron. Pers. Soggetto            | Pron. Pers. Soggetto         | Pron. Pers. Oggetto | Pron. Pers. Oggetto          | Pron. Pers. Oggetto    | Pron. Pers. Oggetto                                 |
|           |                                 | Forma tonica                 | Forma tonica        | Forma atona                  | Forma atona            |                                                     |
|           | It.                             | Sal.                         | It.                 | Sal.                         | It.                    | Sal.                                                |
| 1ª p. sg. | io                              | jeu, jou, (iu, mìe)          | me                  | mie, mei (me, meve)          | mi                     | me, mi                                              |
| 2ª p. sg. | tu                              | tìe, (tune, tuni, tìa)       | te                  | tìe, tei (te, teve)          | ti                     | te, ti                                              |
| 3ª p. sg. | lui, egli, esso lei, ella, essa | iḍḍu, iddu iḍḍa (eḍḍa)       | lui, sé lei, sé     | iḍḍu, iddu iḍḍa (eḍḍa), edda | lo, gli, si la, le, si | ne (lu, li, ndi, nde, ni) ne (la, li, ndi, nde, ni) |
| 1ª p. pl. | noi                             | nui                          | noi                 | nui                          | ci                     | nde (ne, ni, ndi)                                   |
| 2ª p. pl. | voi                             | ui, (vui)                    | voi                 | vui                          | vi                     | bu (be, bi, ve, vi)                                 |
| 3ª p. pl. | loro, essi loro, esse           | iḍḍi, loru iḍḍe (eḍḍe), loru | loro, sé loro, sé   | iḍḍi,loru iḍḍe (eḍḍe), loru  | li, si le, si          | li le                                               |

Come si può notare dalla tabella, nella funzione di soggetto la prima persona singolare deriva dal latino EO, che corrisponde alla forma popolare di EGO; ma a volte (raramente) viene utilizzata la forma MIHI al suo posto (mìe). La seconda singolare viene da TIBI, mentre nella terza singolare e plurale dominano i diretti prosecutori di ILLU/A. Rispetto alla funzione complemento, nella forma tonica i pronomi rimangono pressoché invariati, tranne nelle prime due persone, per cui in alcune zone di Lecce (per esempio Nardò) vengono usate anche le forme meve e teve (a mmève, cu ttève), mentre a Lecce si preferisce mìe e tìè (cu mmìe, cu ttìe). Nella forma atona, è interessante osservare i diversi tipi pronominali per la terza persona singolare: in varie zone del Salento (provincia di Lecce o Gallipoli), infatti, la funzione dativa viene espressa con ndi, nde, ni, ne (< INDE) al posto di li. Alcuni esempi: dinni “digli”, ni disse “gli disse”, dičìmunde “diciamogli”,…
Altrettanto peculiare, infine, è il modo di esprimere rispetto nei confronti di una persona alla quale ci si rivolge: al posto del “lei” (o dell'antico “voi”) italiano, la lingua salentina usa il sostantivo di riguardo signurìa mantenendo il verbo alla seconda persona singolare: signurìa uèi na fetta te pane? “vuole (/volete) una fetta di pane?”.

## Le varianti del salentino: differenze territoriali
Nonostante le caratteristiche dialettali sopra citate e sparse uniformemente in tutto il Salento, quello salentino è un idioma che, come la maggior parte delle lingue italiche, possiede costrutti ed espressioni fonetiche sviluppatisi nel corso della storia in maniera differenziata e non uniforme. Il Salentino è quindi suddiviso in: salentino settentrionale, che corrisponde all'area brindisina, che oltre alla provincia di Brindisi prende anche la parte orientale della provincia tarantina; salentino centrale, che comprende parte della provincia di Lecce; salentino meridionale, parlato nella zona a sud della linea Gallipoli-Maglie-Otranto.
Al riguardo, tre sono gli studiosi che hanno contribuito particolarmente a tracciare un quadro generale del Salento analizzando gli esiti linguistici di tre centri che rappresentano rispettivamente le tre varietà salentine: F. Ribezzo (1912) con Francavilla Fontana; G. Morosi (1874), Lecce; S. Panareo (1903) con Maglie.
Oronzo Parlangeli, dall'altro lato, affronta il tema soprattutto dal punto di vista storico, affermando che l'arrivo dei Bizantini in Terra d'Otranto fu motivo di rottura dell'unità linguistica preesistente: la parte meridionale è rimasta così quella più conservativa; la parte settentrionale, quella più aperta alle innovazioni provenienti dal resto d'Italia; la parte centrale, infine, accettava solo le innovazioni provenienti dal Nord del Salento.
Due furono soprattutto le innovazioni che definirono la distinzione interna al Salento: la metafonia e la dittongazione condizionata. Tali innovazioni determinarono definitivamente i caratteri dei tre sistemi vocalici del Salento:
- Sistema napoletano per il Salento settentrionale;
- Sistema siciliano per il Salento meridionale;
- Sistema ‘di compromesso’ per il Salento centrale.

### Salento settentrionale
In merito al vocalismo tonico, il salentino settentrionale è caratterizzato da un sistema vocalico napoletano che accetta sempre la metafonia e la dittongazione condizionata. In tal modo, si ha che Ĭ, Ē danno e quando la vocale finale è di prime condizioni (ossia, quando si tratta di -A, -E, -O); danno invece i quando è di seconde condizioni ( -I, -U). Dal Ribezzo (1912), nel primo caso, abbiamo: pera (PĬRA), kreu (CRĒDO). Nel secondo caso abbiamo: krišši (CRĒSCIS), pilu (PĬLU). Ugualmente, Ō, Ŭ danno o nelle prime condizioni e u nelle seconde condizioni. Sempre dal Ribezzo (1912), nel primo caso si ha: kota (CŌDA), okka (BŬCCA). Nel secondo caso: sulu (SŌLU), puzzu (PŬTEU). Sia per Ĭ, Ē che per Ō, Ŭ, dunque, si assiste a fenomeni di metafonia.
La dittongazione condizionata avviene invece con la vocale latina Ĕ che diventa e date le prime condizioni, mentre si trasforma nel dittongo iè date le seconde condizioni. Ad esempio, si può notare: šela (GĔLAT), pete (PĔDE). E ancora: mieru (MĔRU), fierru (FĔRRU). Allo stesso modo, Ŏ dà o nelle prime condizioni, mentre dittonga in uè nelle seconde condizioni. Esemplificando: rota (RŎTA), oši (HŎDIE); kueru (CŎRIU), fueku (FŎCU). Infine, Ī dà sempre i (filu < HĪLU) e Ū dà sempre u (krutu < CRŪDU).
Rispetto al vocalismo atono, basti solo accennare che le vocali I ed E atone, tanto in posizione iniziale assoluta, quanto in posizione intertonica o finale, danno sempre i (pikkatu < PECCATUM, fori < FORIS). Inoltre, tutte le vocali postoniche non finali tendono sempre ad assimilarsi alla vocale finale. Il Ribezzo (1912) ci segnala, ad esempio, passuru per PASSERU.
Fra le caratteristiche consonantiche del salentino settentrionale, particolare è il comportamento dell'occlusiva velare sonora /g/ che, in posizione iniziale seguita da /a/ diventa /j/. Lo stesso può accadere con la velare sorda /k/ (jaddu < GALLUS, jattu < CATTU). Infine, il gruppo consonantico iniziale GR- diventa sordo (kranu “grano”), mentre il gruppo -ALC- all'interno di parola tende a diventare -auĉ- (kàuĉi “calci”).

### Salento centrale
Il sistema vocalico della zona centrale del Salento è un sistema ‘di compromesso’ che conosce la dittongazione condizionata, ma non presenta fenomeni di metafonia. Difatti, le vocali latine Ĕ e Ŏ danno gli stessi esiti del salentino settentrionale: rimangono tali date le prime condizioni (Ĕ > e, Ŏ > o) e dittongano in caso di vocale finale di seconde condizioni (Ĕ > iè, Ŏ
> uè). Esemplificando, dal Morosi (1874) abbiamo: tene (TĔNET), tiempu (TĔMPU); core (CŎRE), vueli (VŎLAS). Diversamente, le tre vocali estreme palatali Ī, Ĭ, Ē danno sempre i, così come le tre vocali estreme velari Ō, Ŭ, Ū danno sempre u. Basti notare: filu (HĪLU), pilu (PĬLU), čira (CĒRA); purpu (PŌLYPU), nuče (NŬCE), fruttu (FRŪCTU).
Riguardo alle vocali atone, I ed E pretoniche tendono a diventare e (fenešša < “finestra”); mentre in posizione finale si mantengono sempre, dando così due esiti distinti: gnuranti (“ignoranti”), lu mare (“il mare”).
A livello consonantico, infine, poche sono le peculiarità che distinguono il salentino centrale dalle altre varietà locali. In particolare, l'occlusiva velare sorda /k/ tende a cadere, dando così vocaboli come fatìa (al posto di “fatica”); mentre la velare sonora /g/ molto spesso diventa sorda (kaḍḍu < GALLUS).
Per concludere, a livello sintattico esiste una caratteristica particolare e comune ad alcuni paesi dell'area della Grecìa Salentina, tra cui Martano, Corigliano d'Otranto, Castrignano de' Greci, Cutrofiano, Soleto, Sternatia e Zollino. Si tratta dell'uso del passato remoto al posto del passato prossimo per indicare azioni appena compiute. Ad esempio, la frase “oggi è andato al mare” viene resa con oši šìu a mmare (“oggi andò al mare”).

### Salento meridionale
Il dialetto dell'estremo sud del Salento è caratterizzato da un sistema vocalico siciliano che non accettò nessuna delle due innovazioni provenienti dal resto d'Italia. In altre parole, non sono presenti fenomeni metafonetici né di dittongazione condizionata. Come nel Salento centrale, anche qui le tre vocali estreme palatali Ī, Ĭ, Ē danno sempre un solo esito fondendosi in i, mentre le tre estreme velari Ō, Ŭ, Ū danno u. A tal riguardo, il Panareo (1903) cita: ripa (RĪPA), sṭṛittu (STRĬCTU), sira (SĒRA); uče (VŌCE), urpe (VŬLPE), nutu (NŪDU). La vocale Ŏ, diversamente dalle altre varietà salentine, dà sempre o (foku < FŎCU); ugualmente, Ĕ dà -quasi- sempre e (pete < PĔDE), tranne in alcuni casi in cui, date le seconde condizioni, si può trovare il dittongo iè. Alcuni esempi da Maglie: kurtieḍḍu, martieḍḍu, skarpieḍḍu (-ĔLLU), mieru (MĔRU). In aggiunta, le vocali atone I ed E sia in posizione pretonica che postonica, in alcuni dialetti danno i ed in altri e, ma in generale si può affermare che in tutto il Salento meridionale c'è una forte tendenza a trasformarle in a. Sicché abbiamo, ad esempio, passareḍḍu per “passerotto” oppure puareḍḍu per “poveretto”, mentre nella zona otrantina si usa dire passareddhru o pareddhru (Surano , Nociglia, Spongano); o ancora beddhru, buneddhru per indicare bello e carino. Le stesse vocali atone in posizione finale danno due esiti distinti i ed e, proprio come nel Salento centrale.
L'unica peculiarità consonantica da evidenziare del salentino meridionale è il passaggio dell'occlusiva velare /g/ da sonora a sorda (come il salentino centrale).
Tuttavia per il dialetto salentino meridionale esistono anche delle varianti, una tra queste è il dialetto gallipolino che presenta diverse caratteristiche soprattutto nell'uso delle vocali e nell'accento (più pesante e grave rispetto a quello del resto del territorio).

## Dialetti salentini e dialetti pugliesi
A livello più generale, esiste una notevole differenza linguistica fra i dialetti parlati nel Salento e i dialetti pugliesi propriamente detti. Mentre i primi, come già citato, fanno parte del gruppo meridionale estremo e sono affini alla lingua siciliana, i secondi appartengono al gruppo meridionale intermedio e posseggono, in linea di massima, un sistema vocalico di tipo napoletano. Tale differenza ha motivazioni di carattere storico-linguistico: deriva, infatti, già da un'antica diversità del latino accettato dai Greci e dai Messapi (che popolavano il sud della regione) e quello degli Apuli e dei Sanniti (che ne dominavano il nord). Tale distinzione venne poi accentuata nei secc. VII-VIII, con le lotte dei Longobardi-Bizantini. Questi ultimi, una volta ottenuta la supremazia economica e culturale nel Salento, impedirono qualsiasi tipo di innovazione linguistica proveniente dal resto d'Italia. Ecco perché oggigiorno ci si trova davanti a due realtà linguistiche particolarmente diverse, nonostante facciano parte della stessa regione.
Lungo la cosiddetta ‘soglia messapica', ossia tutta l'area che si sviluppa lungo la linea immaginaria fra Taranto e Ostuni, le varietà dialettali presentano caratteristiche di transizione fra il dialetto barese e quello salentino.
Analizziamo ora gli elementi fondamentali su cui si basa la distinzione fra Puglia e Salento. La prima notevole caratteristica propria dei dialetti pugliesi è l'utilizzo della “e” muta (ё o /ǝ/, schwa) al posto delle vocali atone, soprattutto in posizione finale (casё “casa”; portё “porta”). Il salentino, al contrario, pronuncia tutte le vocali in maniera chiara. Altro fenomeno molto diffuso nella Puglia centro-settentrionale e sconosciuto nel Salento è la sonorizzazione delle consonanti postnasali. I gruppi “nt”, “nc”, “mp”, “ns” diventano così nd, ng, mb, nz (candare, angora, tembo, penziero). Tipico soprattutto del dialetto barese è il cosiddetto frangimento vocalico. Ad esempio, gaddöinё per “gallina”, farèinё per “farina”, e così via. Un altro fenomeno caratteristico è la palatalizzazione di “a” in dittongo, sicché “fratello” diventa freutё (< FRATER) e “pala”, peulё. Inoltre, il sistema vocalico salentino (escluso il Salento settentrionale) non presenta la metafonia, una delle famose innovazioni che raggiunsero il centro-sud ma non riuscirono ad entrare nell'estremo meridione. Nei dialetti pugliesi, quindi, “questo” si dice chistu o “mese” diventa misi. Caratteristico di questa varietà dialettale, infine, è l'uso della desinenza -kё alla prima persona dell'indicativo presente, per cui si dirà màngёkё o pòrtёkё per “mangio” o “porto” (sal. manğu, portu).

## Letteratura in lingua salentina

### Testi dialettali del '700 - '800
I primi testi di cui si ha notizia sono databili ai secc. XVIII-XIX, molti dei quali provenienti da una tradizione orale. La maggior parte dei componimenti venivano scritti sotto forma di poesia, e si trattava soprattutto di sonetti o poemetti in ottava rima. Erano scritti, inoltre, per occasioni particolari come ricorrenze annuali o riunioni accademiche e spesso erano destinati alla recitazione. Fra i temi e motivi più ricorrenti, si possono incontrare riferimenti mitologici, la satira politica, il contrasto fra lingue diverse o la cultura popolare. Qui di seguito, sono riportati alcuni fra i testi più antichi in dialetto salentino, scritti da autori sconosciuti e pubblicati successivamente.
Il viaggio de Leuche: si tratta di un poemetto dialettale in ottave composto nei primi del 1700. Nell'intestazione è scritto: Viaggio de Leuche à lingua de Lecce compostu dallu Mommu de Salice, ed ultimamente dallu medesimu rinuatu mpiersu lu Scegnu de Casaleneu, e deddicatu allu Marchese d'Oria D. Michele Imperiale. Divisu ntre Canti (“viaggio di Leuca nella lingua di Lecce composto da Geronimo di Salice, ed ultimamente dallo stesso rinnovato presso la Fonte Pliniana di Manduria, e dedicato al Marchese di Oria D. Michele Imperiale. Diviso in tre Canti”). Dell'autore (Mommu de Salice) si sa poco: morì nel 1714 a Manduria ed era un sacerdote originario di Salice che operava a Guagnano. Il tema, come lo stesso titolo suggerisce, è quello del viaggio (più precisamente, il viaggio che l'autore fece a Leuca); ma ricorrono altri motivi all'interno del componimento, come quello della cultura popolare: cita infatti alcuni detti popolari ancora vitali, canti tradizionali, soprannomi, oppure usa talvolta espressioni scurrili. La varietà linguistica in cui è scritto il tutto è il dialetto leccese.
Nniccu Furcedda: è una farsa pastorale del sec. XVIII divisa in tre atti e ambientata in una masseria di Francavilla Fontana. Viene rappresentata tuttora nella città, per le feste carnevalesche. Dell'autore non si sa molto, ma si suppone che si tratti di un certo Ciommo Bachisi (versione dialettale di Girolamo Bax): originario di Grottaglie, avrebbe studiato medicina a Napoli sotto la protezione di Michele Imperiali. Si sposò con una sua parente, Angela Bax, nel 1714 e morì nel 1740. Riguardo al componimento, il protagonista, Nniccu Furcedda, è un massaro che vuole dare in moglie la figlia Nina a Rocco, un dottore che ha studiato a Napoli. Ma Nina è innamorata di un altro uomo, Paolo, che alla fine riesce a sposare grazie anche all'aiuto della madre Perna. Nel corso della farsa sono presenti molti riferimenti alla cultura popolare: vengono utilizzati soprannomi e ingiurie, modi di dire tradizionali, imprecazioni e proverbi. Emblematica è la figura di Rocco, dottore che, in quanto tale, cerca di utilizzare un linguaggio più ‘aulico’ e ‘italianizzato’, ricorrendo spesso nel ridicolo.
Dialogo tra un Toscano e un Gallipolino: si tratta di un componimento in versi del 1794 di cui non si conosce l'autore. È un dialogo fra un Gallipolino e un Toscano, i quali discutono su una commedia appena vista: molto apprezzata dal primo, meno dal secondo. Si struttura quindi come un vero e proprio contrasto, non solo di idee, ma anche di personaggi (uno viene da una precisa città del Salento, Gallipoli, mentre l'altro è, più genericamente, ‘toscano’) e, soprattutto, di mentalità espresse attraverso due codici diversi: il dialetto del Gallipolino (registro popolare) e l'italiano del Toscano (registro aulico). Il contrasto diventa così una messa in ridicolo non del registro dialettale, ma di quello più aulico dell'italiano.

### Autori contemporanei
Orazio Testarotta di Taviano (1870-1964): il suo vero nome è Oronzo Miggiano. Lo pseudonimo con cui si conosce fu scelto per motivi ben precisi: il nome Orazio rimanda al poeta latino con cui condivide il carattere satirico dei suoi componimenti; mentre Testarotta è la traduzione in italiano del dialetto capiruttu perché cadeva a terra sempre di testa. La sua è una poesia che sfrutta la satira per denunciare la situazione politica e sociale dell'epoca. Tre, infatti, sono i temi fondamentali su cui si basa: la condizione politico-sociale dal fascismo all'età repubblicana; la condizione del popolo in relazione con l'economia; il progresso industriale e tecnologico che sconvolge l'intero sistema.
Giuseppe Susanna di Galatone (1851-1929): la sua poesia ha una funzione ideologica e progressista, perciò in netto contrasto con la poesia dialettale precedente. Il principale obiettivo nelle opere del Susanna è l'emancipazione del proletariato e dei contadini, basandosi su un linguaggio non più sentimentale come quello di fine '800.
Pietro Gatti di Ceglie Messapica (1913-2013): insieme a Nicola G. De Donno ed Erminio Caputo, è uno dei massimi rappresentanti di quella generazione di autori che adoperarono soprattutto nel secondo dopoguerra. Si tratta di un periodo caratterizzato da maggiore libertà di scrittura e da continue sperimentazioni. Soprattutto, la poesia dialettale venne rinnovata radicalmente, caratterizzata ora da un forte individualismo e soggettivismo.
Nicola Giuseppe De Donno di Maglie (1920-2004): fa parte della generazione di autori nati fra il 1915 e il 1930. Nelle sue opere affronta temi e problemi molto attuali, spaziando dall'autobiografismo alla satira ad argomenti religiosi o sociali. Utilizza il dialetto come lingua autonoma, libera da ogni compromesso espressivo.
Erminio Caputo (nato a Campobasso, nel 1921): anche lui appartiene alla generazione degli scrittori nati nel primo trentennio del secolo. Nato da genitori salentini, si stabilì a Lecce nel 1965, dopo soggiorni occasionali in Toscana e nelle Marche. A differenza del De Donno, che ha costituito per lui un punto di riferimento importante, la sua è una poetica prevalentemente religiosa, legata non tanto alla realtà esterna che lo circonda, quanto a quella interiore, intima, dell'anima.
Francesco Candido (nato a Melendugno - Le, nel 1960): appartiene all'ultima generazione di autori italiani della seconda metà del secolo scorso. Nato da genitori melendugnesi, studia a Lecce, Bologna e Milano, dove si laurea in lingue straniere. Insegna inglese nelle province di Varese e di Lecce finché assume il ruolo di Dirigente Scolastico dell'Istituto Comprensivo di Majano e Forgaria (Ud). Nel 2015, in dialetto melendugnese, inizia  la serie de: "Le commedie di Malandrino" (in onore della scrittrice melendugnese Rina Durante) la cui prima Commedia è: "Lu scarparu te lu Tiaulu", parodia del Dr Faustus di Marlowe, riduzione teatrale del romanzo "L'ammazzadiavoli di Otranto", pubblicato su Amazon. In vernacolo salentino, sullo stesso sito, pubblica "Lu Gasdottu te lu Cass" (seconda Commedia brillante dell'omonima serie). In Italiano pubblica, sempre su amazon, "Il Rocano" (2020), mentre con Lupo editore, nel 2014, pubblica il suo primo romanzo: "Isabella di Rocavecchia" rievocando la presa di Otranto del 1480, di cui scrive anche la sceneggiatura.

## Proverbi
A cinca sparte la meju parte
“a chi effettua la divisione (spetta) la parte migliore”
Bbatti lu fierru quannu è ccautu
“batti il ferro finché è caldo”: ogni situazione va affrontata e risolta in tempi brevi, non conviene lasciare in sospeso niente.
Či sputi 'ncielu a 'nfačče te cate
“se sputi in aria ti ricade in faccia”: se disprezzi qualcuno o qualcosa ti ricadrà addosso prima o poi.
Či è ttùrtura all'acqua torna
“se è tortora all'acqua torna”: se qualcuno sembra essere propenso a qualcosa prima o poi ne darà la prova.
Či llassa la sṭṛada ecchia pe lla noa, sape čče llassa ma nu ssape čče ṭṭṛoa
“chi lascia la strada vecchia per la nuova, sa cosa lascia ma non sa cosa trova”: quando si decide di intraprendere un nuovo cammino, si è sempre coscienti di ciò che si lascia alle spalle, ma non si sa mai a cosa si va incontro.
Či našše čučču nu ppote murire cavaḍḍu
“chi nasce asino non può morire cavallo”: nella vita non si cambia mai.
Fače cchiù mmiràculi na utte te mieru ca na chiesa china te santi
“fa più miracoli una botte di vino che una chiesa piena di santi”.
Fanne comu te fannu ca nu bbè ppiccatu
“fai ciò che gli altri ti fanno che non è peccato”: occhio per occhio dente per dente.
La cuta è fforte a scurčare
“la coda è forte da spellare”: la parte finale di una cosa è sempre la più difficile da terminare.
Lu purpu se coče cu ll'acqua soa stessa
“il polpo si cuoce con la sua stessa acqua”: una persona può imparare solo dai propri errori.
N'ha fritti purpi
"ne ha fritti polpi" : dicesi di ragazza dai costumi lascivi
Nu ppoi tinire la utte china e lla mugghiere mbriaca
“non puoi avere la botte piena e la moglie ubriaca”: non si può avere tutto dalla vita, bisogna saper scegliere.
Puttana pe nna fava, puttana pe nn'òngulu
"Puttana per una fava, puttana per un baccello" : se fai buon viso per una cosa tanto vale farlo per tutto.
Quannu auṭṛu nu ttei cu mmàmmata te curchi
“quando altro non hai con tua madre ti corichi”: quando non hai altre possibilità ti accontenti di ciò che hai.
Quannu lu ciucciu nu mbole cu mbie, magari ca fischi
"quando l'asino non vuole bere è inutile che fischi" : quando qualcuno si ostina su qualcosa, è inutile insistere.
Quannu lu tiàulu te ncarizza l'ànima toa ole
“quando il diavolo ti accarezza l'anima tua vuole”: se una persona improvvisamente si comporta gentilmente, è perché vuole qualcosa in cambio.
Stenni lu pete pe cquantu è llongu lu passu
“stendi il piede per quanto è lungo il passo”: fa ciò che ti è possibile fare in base alle risorse a disposizione.
Ttacca lu ciucciu a ddonca ole lu patrunu
"lega l'asino dove vuole il padrone" : fai ciò che ti viene chiesto
Te lu iabbu nu nči mueri ma čči ccappi
cabbu (o iabbu) = “criticare”, “parlar male” : non bisogna criticare o dare giudizi inappropriati perché un giorno potrebbe capitare la stessa sventura a chi per primo ne parlava in malo modo.
A casa bruciata minti focu
"a casa bruciata metti fuoco": se già, di fondo, ci sono dei problemi grossi, è inutile stare a preoccuparsi più del dovuto al sopraggiungere di altri problemi di minor rilievo.

## Onomastica
La forte influenza della lingua greca in primis, poi latina si percepisce non solo nella lingua parlato, ma anche nel campo dell'onomastica salentina. In generale, vi è una forte presenza di toponimi e antroponimi greci rispetto a quelli latini.
Per quanto riguarda i toponimi basti elencarne alcuni dei tanti di origine greca: Aradeo, Badisco, Calimera, Cocùmola, Leuca, Paràbita, Ràcale, Sanàrica, Sternatìa, "Alliste", in dialetto "Kaḍḍište"  Vi sono poi molti toponimi (soprattutto nella parte meridionale del Salento) terminanti in -ano (Alessano, Gagliano, Taurisano,…): si tratta di una desinenza di origine latina che deriva dall'uso, in epoca imperiale, di determinare una proprietà (o fondo rustico) dal nome del padrone, creando un aggettivo dal nome gentilizio. In questo modo, ad esempio, da ANTONIUS si aveva ANTONIANUM.
Di questo tipo ne esistono 43 in tutto il Salento, fra cui alcuni tra i paesi della Grecìa salentina (Castrignano, Corigliano, Martano, Melpignano,…), la quale desinenza ufficiale -ano in grico diventa -ana: si ha così, ad esempio, Curiana per Corigliano o Martana per Martano.
Lo stesso suffisso -ano è molto presente anche fra gli antroponimi, con la sola differenza che qui è accentato: Castrignanò, Corlianò, e così via. Si tratta, in questo caso, di antroponimi di origine greca. Più in generale, possiamo riconoscere per ‘greci’  tutti quegli antroponimi (o -pochi- toponimi) che sono di accentuazione ossitona (Agrosì, Arnò, Bassilì; Castrì, Nardò). Secondo quanto afferma il Cassoni (1989), «-ò corrisponde ad -os, -on; -à corrisponde al suffisso greco -as, da un anteriore -éas; -ì corrisponde a -e(ta), -ìon». D’altronde, è stato dimostrato da Paolo Stomeo (1984) che il 25% dei cognomi salentini si ritrova tuttora attestato in Grecia.
Esistono poi nomi che rispecchiano le varie minoranze linguistiche susseguitesi nel corso della storia. Ad esempio, troviamo cognomi di origine albanese (Bellusci, Frascino, Gramascio, Stamati/stamaci, Manis, Cosi, da Kosj -latticini- Tocci, Isceri etc…), risultanti dall'immigrazione di tali popolazioni attorno alla provincia di Taranto fra il XV secolo e il 1530 e i alcuni paesi del Salento come Cannole o Miggiano Trepuzzi. O ancora, vi sono tracce dell'immigrazione slava avuta intorno al '500 in alcuni comuni della provincia di Brindisi (San Vito dei Normanni, originariamente chiamato San Vito degli Schiavoni) o lo stesso cognome Bax, Vadruccio/Vadrucci, Mitruccio/Mitrucci sicuramente slavo, mentre altri di origine dichiaratamente greca come Galati.

## Fraseologia
Bbašcia l'ali
“abbassare le ali”: smetterla con la superbia e l'arroganza.
Canğiare/ cangia l'acqua all' aučeḍḍu
“cambiare/ cambia l'acqua all'uccello”: è il modo più casto per dire “urinare”.
Canušciutu comu lu sette te danari
“conosciuto come il sette di denari”: si dice di una persona molto nota.
Curnutu, vattutu e ccaččiatu te casa
“Cornuto, picchiato e cacciato di casa”: è l'equivalente di “oltre al danno la beffa”. Si dice di chi, oltre a subire il danno per qualcosa di cui non è colpevole, deve sopportarne anche le ingiuste conseguenze.
Fare casa e pputea
“fare casa e taverna”: abitare in una piccola casa, che comprende alloggio e attività commerciale.
Nde šimme cu nna manu a nnanzi e una a rretu
“ce ne andammo con una mano davanti e una dietro”: come se ci si coprisse dalle proprie nudità. Il detto si utilizza quando si rimane senza una lira.
Nu ffischia
“non fischia”: si dice di chi è impotente, non ha capacità sessuali, ma anche chi non riesce a fare con precisione il lavoro.
Restare all'urmu
Rimanere senza niente.
Rriccòjere cu llu cucchiarinu
“raccogliere con il cucchiaino”: si dice di una persona che non sta per niente bene e dev'essere aiutata da qualcuno a tirarsi su.
Stare a ččommu
Essere ridotto veramente male.
Stare cchiù ḍḍai ca quai
“essere più di là che di qua”: essere in fin di vita. In alcuni paesi si dice anche stare cu lli peti a lla fossa.
Stare cu lla luna storta
Avere la luna storta, essere irascibile.
Tare nu corpu alla utte e unu allu tampagnu
“dare un colpo alla botte e uno al coperchio”: essere un po' stratega, cercare di andare d'accordo con tutto e tutti.
Ttaccare bbuttune
“attaccare bottone”: iniziare a parlare tanto da non rendersi conto di scocciare chi ascolta.
Ucca te furnu
“bocca di forno”: si dice di una persona mangiona.

## Uso in cinematografia
Nella storia del cinema italiano, Pizzicata (1996), di Edoardo Winspeare, è il primo film interamente parlato in dialetto salentino e sottotitolato in italiano. Ad esso hanno fatto seguito, con le stesse caratteristiche, Sangue vivo (2000) e Galantuomini (2008) dello stesso Winspeare con dialoghi in Salentino recitati anche dall'attore siciliano Giuseppe Fiorello. Più di recente si annovera anche Fine pena mai, un film del 2007 diretto da Davide Barletti e Lorenzo Conte.
Gli altri sono La terra trema (1948) di Luchino Visconti, Totò che visse due volte (1998) di Daniele Ciprì, Franco Maresco, e infine qualche parlata si trova anche in "Mine vaganti" di Ferzan Özpetek.